# 巴拿马国徽
巴拿马國徽啟用於1904年，為盾徽，分為五部分。左上角為劍和步槍，右上角為鏟和鎬。中央圖案表示了巴拿馬連接南北美洲，面對太平洋和大西洋的戰略位置。左下方為豐裕之角，右下角為代表進步的飛輪。盾上方為一隻角鵰（國鳥），咀叼著的綬帶上書有國家格言，拉丁文「為了世界的利益」。鷹上方有九顆金色的五角星，代表了當地的九個省份。兩側有四面國旗裝飾。